# Trường Đại học Thủy lợi
Trường Đại học Thủy lợi (tiếng Anh: Thuyloi University) là trường đại học số 1 trong việc đào tạo nguồn nhân lực chất lượng cao, nghiên cứu khoa học, phát triển và chuyển giao công nghệ tiên tiến trong các ngành khoa học, kỹ thuật, kinh tế và quản lý, đặc biệt trong lĩnh vực thủy lợi, môi trường, phòng chống và giảm nhẹ thiên tai. Trường trực thuộc Bộ Nông nghiệp và Môi trường

## Lịch sử
Tiền thân của Trường là Học viện Thủy lợi Điện lực được thành lập năm 1959. Tháng 1 năm 1963, Học viện Thủy lợi Điện lực chia thành 4 đơn vị là Trung cấp điện, Trung cấp Thủy lợi, Viện Nghiên cứu khoa học Thủy lợi và Trường Đại học Thủy lợi. Ban đầu, Trường có 3 ngành đào tạo: Thủy công, Thủy nông, Thủy văn. Các phòng thí nghiệm được lắp đặt: Sức bền vật liệu, Thủy lực, Thủy công, Thủy điện, Cơ đất... Năm 1965 nhà hành chính được xây dựng hoàn thành, với nhiều phòng học và phòng thí nghiệm phục vụ giảng dạy. Cũng trong năm này, trường mở thêm ngành Thủy điện (khoá 7).
Tháng 6 năm 1965, trường sở sơ tán lên vùng núi xã Nghĩa Phương, thuộc huyện Lục Nam, tỉnh Bắc Giang. Năm 1966, mở thêm ngành Cơ khí Thủy lợi (khoá 8). Năm 1967 mở thêm ngành Thi công (khoá 9). Năm 1970, trường sở trở về Hà Nội, nhưng đến năm 1972, một lần nữa lại sơ tán lên Việt Yên, Hiệp Hòa, tỉnh Bắc Giang và một số nơi khác. Năm 1973, trường sở lại về Hà Nội.
Từ năm 1975 trở đi, Trường đã sắp xếp tổ chức lại ngành nghề đào tạo theo hướng diện rộng, chuyên môn hoá hợp lý bao gồm:
- Công trình Thủy lợi;
- Thủy văn và Kỹ thuật môi trường;
- Thủy năng và Trạm Thủy điện;
- Thủy nông và Cải tạo đất;
- Cơ khí Thủy lợi;
- Kinh tế Thủy lợi.

Năm 1979, trường được chính thức công nhận là một cơ sở đào tạo Sau đại học. Đây cũng là giai đoạn Nhà trường phát triển mối quan hệ những mối quan hệ quốc tế có hiệu quả với nhiều trường ở Liên Xô (cũ) với các nước Đông Âu, Lào, Ấn Độ, Hà Lan...
Ngày 8 tháng 12 năm 1986, Trung tâm kết hợp đào tạo - nghiên cứu khoa học và thực hành khoa học kỹ thuật Thủy lợi tại Nam Bộ được thành lập trên cơ sở Đoàn Quy hoạch - Khảo sát và Thiết kế thủy lợi Nam Bộ. Ngày 25 tháng 2 năm 1997, Trường Đại học Thủy lợi tiếp nhận Trung tâm, và chuyển đổi thành cơ sở 2 đào tạo theo Quyết định số 288NN-TCCB/QĐ của Bộ trưởng Bộ Nông nghiệp và Phát triển Nông thôn và giữ tên gọi đó cho đến hiện nay.
Hiện tại, Trường Đại học Thủy lợi với 9 ngành 20 chuyên ngành nhằm phủ kín nội dung hoạt động về kỹ thuật tài nguyên nước ở Việt Nam. Dù là một trường chuyên ngành nhưng việc đào tạo của nhà trường đã đang bắt đầu mang tính liên ngành đa lĩnh vực.

## Tổ chức

Khuôn viên trường Đại học Thủy lợi, Nhà A1

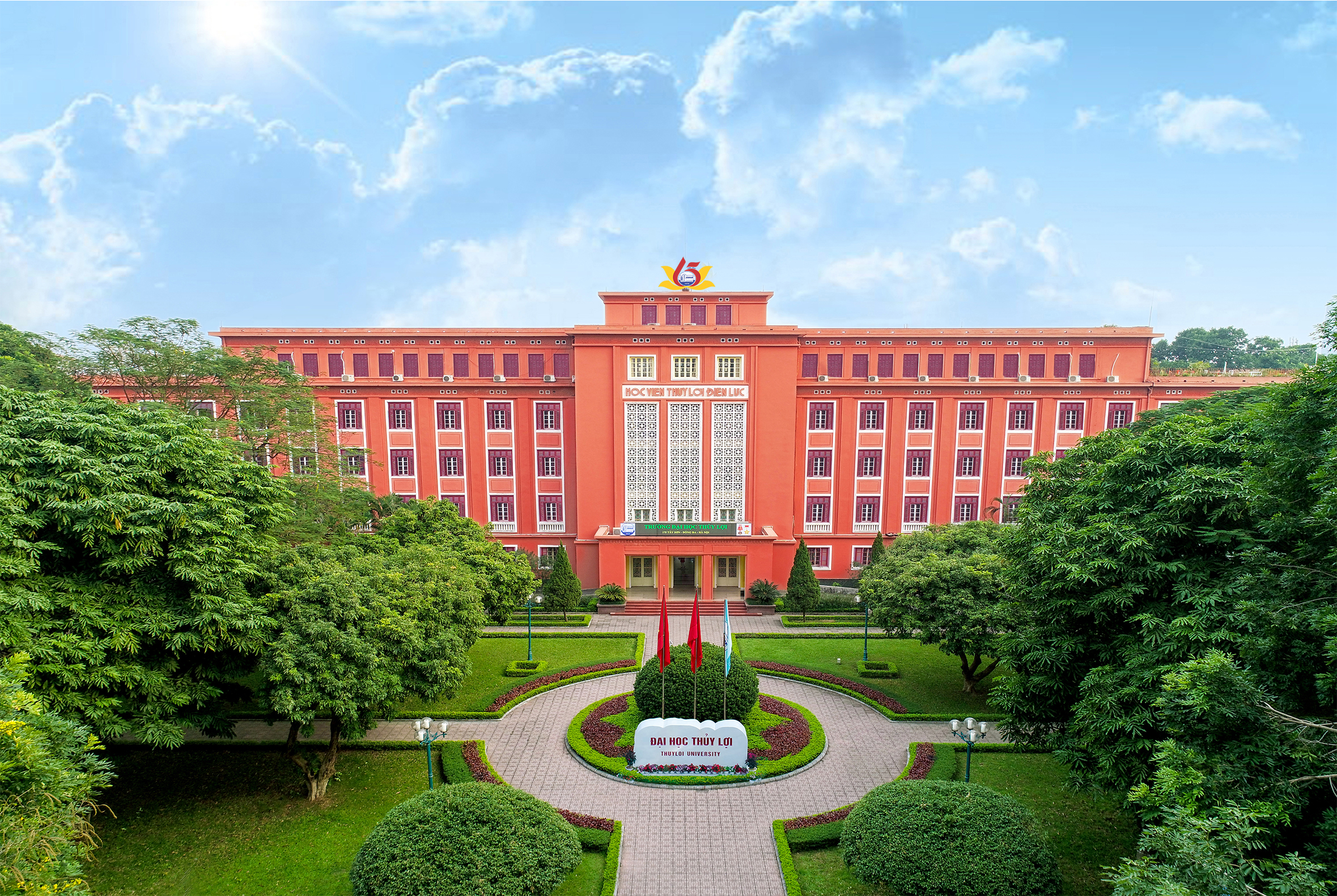
Nhà A1 - Khu văn phòng giáo viên

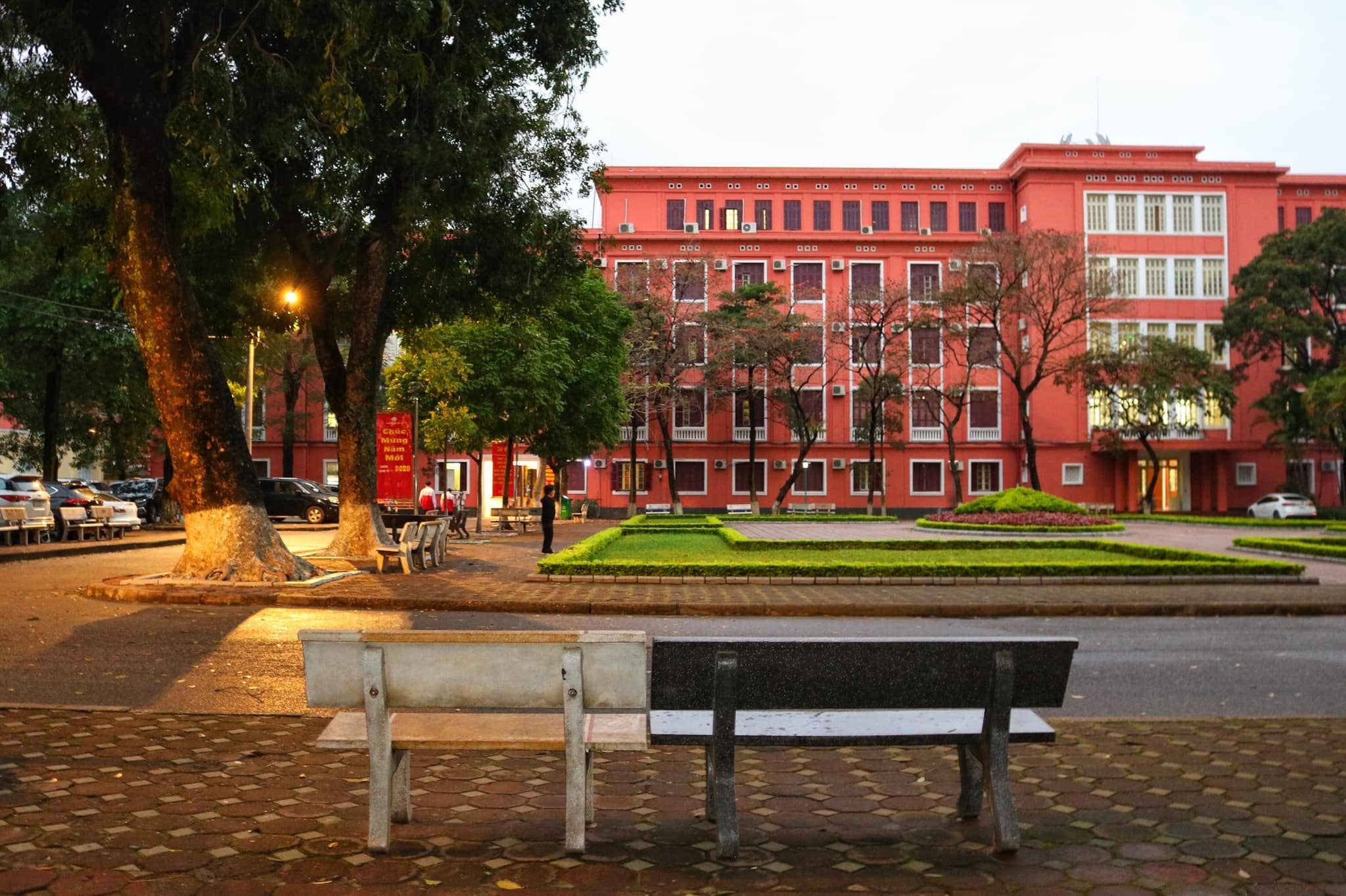
khuôn viên trong trường

Năm 2004 nhà trường đã ban hành chương trình đào tạo của 9 ngành với 19 chuyên ngành với tổng số giờ là 270 đơn vị học trình.
Trường bao gồm các khoa sau:
- Khoa Công trình;
- Khoa Công nghệ Thông tin;
- Khoa Kỹ thuật Tài nguyên nước;
- Khoa Hoá và Môi trường;
- Khoa Cơ khí;
- Khoa Điện - Điện tử;
- Khoa Kinh tế và Quản lý;
- Khoa Luật và Lý luận chính trị;
- Khoa Tại chức;
- Trung tâm Đào tạo quốc tế;
- Trung tâm Giáo dục An ninh quốc phòng;
- Khoa Kế toán và kinh doanh

Từ năm 2024 Trường bao gồm các khoa sau:
- Công nghệ thông tin
- Hệ thống thông tin
- Kỹ thuật phần mềm
- Trí tuệ nhân tạo và khoa hoc dữ liệu
- An ninh mạng
- Kỹ thuật cơ điện tử
- Kỹ thuật ô tô
- Ký thuật xây dựng công trình thủy
- Kỹ thuật xây dưng dân dụng và công nghiệp
- Công nghệ kỹ thuật xây dựng
- Ký thuật xây dựng công trình giao thông
- Quản lý xây dựng
- Kỹ thuật điện
- Kỹ thuật điều khiến và tự động hóa
- Kỹ thuật điện tử – viễn thông
- Kỹ thuật Robot và Điều khiến thông minh
- Kinh tế
- Quản trị kinh doanh
- Kế toán
- Kinh tế xây dựng
- Thương mại điện tử
- Quản trị dịch vụ du lịch và lữ hành
- Logistics và quản lý chuỗi cung ứng
- Tài chính – Ngân hàng
- Kiểm toán
- Kinh tế số
- Ký thuật tài nguyên nước
- Tài nguyên nước và môi trường (Thủy văn học)
- Kỹ thuật cấp thoát nước
- Xây dựng và quản lý hạ tầng đô thi (Kỹ thuật
- Luật
- Luật kinh tế
- Kỹ thuật môi trường
- Kỹ thuật hóa học
- Công nghệ sinh học
- Kỹ thuật xây dựng (Chương trình tiên tiến học bằng tiếng Anh)
- Kỹ thuật tài nguyên nước (Chương trình tiên tiến học bằng tiếng Anh)
- Ngôn ngữ Anh
- Ngôn ngữ Trung Quốc
- Bộ môn Giáo dục thể chất

## Danh hiệu
- Huân chương Hồ Chí Minh (năm 2004);
- Đơn vị Anh hùng Lao động thời kỳ đổi mới (năm 2000);
- Huân chương Độc lập hạng Nhất (năm 1999, 2009), hạng Hai (năm 1994), hạng Ba (năm 1989);
- Huân chương Lao động hạng Nhất (năm 1984), hạng Hai (năm 1978), hạng Ba (năm 1961, 1976);
- Huân chương Lao động hạng Nhất do nước CHĐCN Lào trao tặng năm 2000 và 2008;
- Bằng khen Thủ tướng năm 2007 và năm 2014;
- Cờ thi đua của Chính phủ năm 2013 và 02 Cờ thi đua của Chính phủ trong năm 2016;
- Cờ thi đua của Tổng LĐLĐ năm 2005, 2015;
- Cờ Thi đua của Bộ Nông nghiệp & PTNT các năm: 2002, 2008, 2013, 2015;
- Bằng khen Bộ Nông nghiệp và PTNT các năm: 2009, 2010;
- Cờ thi đua của Bộ Giáo dục & ĐT năm 2007 và 2011;
- Bằng khen của Bộ Giáo dục & ĐT năm 2009;
- Bằng khen của Bộ Quốc phòng năm 2010;
- Bằng khen của Bộ Công an năm 2013 và 2015.
- Huân chương lao động hạng Nhất năm 2019

## Hiệu trưởng qua các thời kỳ
- Kỹ sư Trần Đăng Khoa (bộ trưởng), Giám đốc Học viện Thủy lợi – Điện lực, 1959-1963;
- Đào Văn Trịnh, Hiệu trưởng Trường Đại học Thủy lợi, 1963-1970;
- Nguyễn Đình Thâu, Quyền Hiệu trưởng Trường Đại học Thủy lợi, 1970-1973;
- GS. TS Nguyễn Văn Cung., Hiệu trưởng Trường Đại học Thủy lợi, 1974-1981;
- GS. TS. Nguyễn Xuân Bảo, Hiệu trưởng Trường Đại học Thủy lợi, 1981-1999;
- GS. TS. Lê Kim Truyền, Hiệu trưởng Trường Đại học Thủy lợi, 2000-2005;
- GS. TS. Đào Xuân Học, Hiệu trưởng Trường Đại học Thủy lợi, 2005-2008;
- GS. TS. Nguyễn Quang Kim, Hiệu trưởng Trường Đại học Thủy lợi, 2008-2018.
- GS. TS. Trịnh Minh Thụ, Hiệu trưởng Trường Đại học Thủy lợi, 2018 đến nay

## Ban giám hiệu hiện nay
- GS.TS. Nguyễn Trung Việt: Hiệu trưởng
- PGS.TS. Nguyễn Cảnh Thái: Phó Hiệu trưởng
- PGS.TS. Nguyễn Hữu Huế: Phó Hiệu trưởng